# Gleisjoch
Das Gleisjoch ist im Bahnwesen die Bezeichnung für ein montiertes Gleisstück von meist zwei gleich langen Schienensträngen, an denen die Schwellen mit Hilfe von Schienenbefestigungsmitteln befestigt sind. Die Jochlänge ist abhängig von der Länge der Regelschiene und beträgt dabei max. 25 Meter. Der Zweck ist der schnelle Ein- bzw. Ausbau von Gleisstücken oder kompletten Weichen (in mehreren Teilen). Heute werden die Schienen nach dem Einbau des Jochs gegen Langschienen getauscht, welche an ihren Enden, am Schienenstoß, thermit- oder elektroverschweißt zur Endlosschiene verbunden werden. In früheren Zeiten wurden die Schienen mit Laschen verbunden. Diese wurden an den Schienensteg angeschraubt. Beim Jochausbau werden die Schienen mit Trennschneider auf die mögliche Verladekapazität (Wagenlänge / Kran) abgelängt.
Gleisjoche werden mit Eisenbahndrehkränen, Gleisjochverlegekränen (z. B. Gleisjochverlegekran Platow UK 25/9) oder anderen Gleisjochverlegeeinrichtungen verlegt bzw. aufgenommen. Beim Rückbau von Gleisen werden bei sehr kurzen Gleisjochen auch Zweiwegebagger eingesetzt.

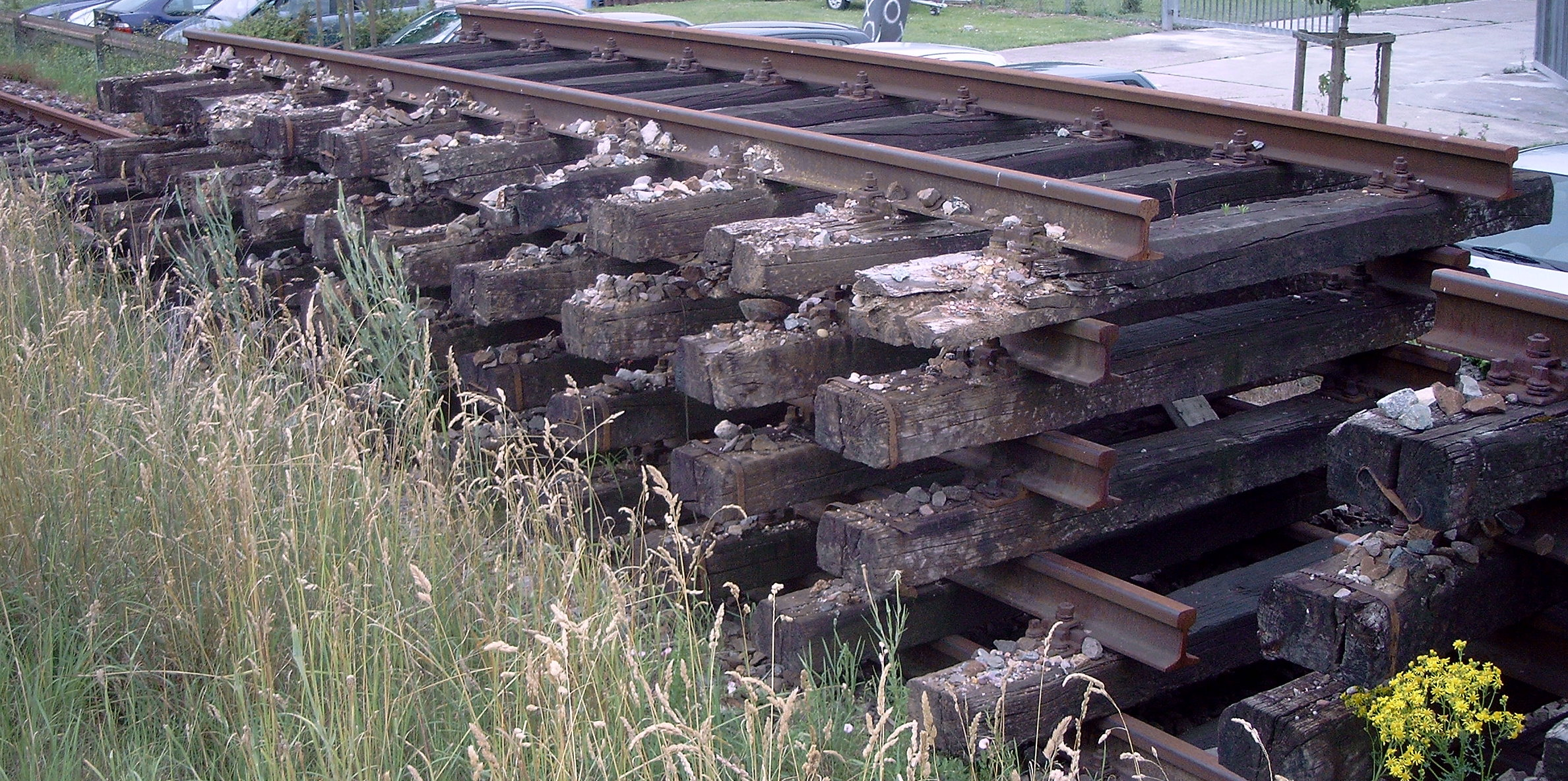
Ausgebaute und gestapelte Gleisjoche
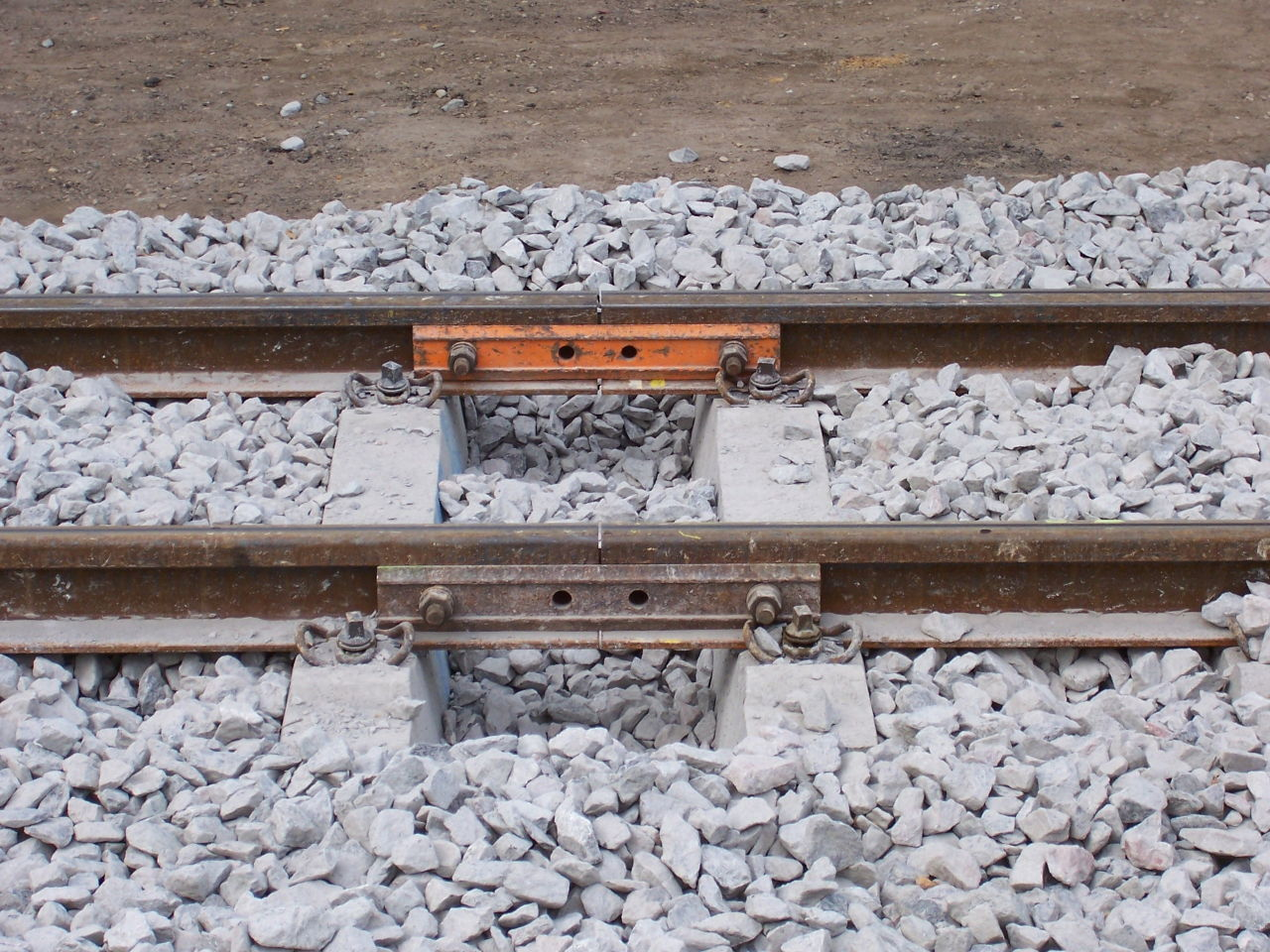
Vorübergehend verschraubte Gleisjoche
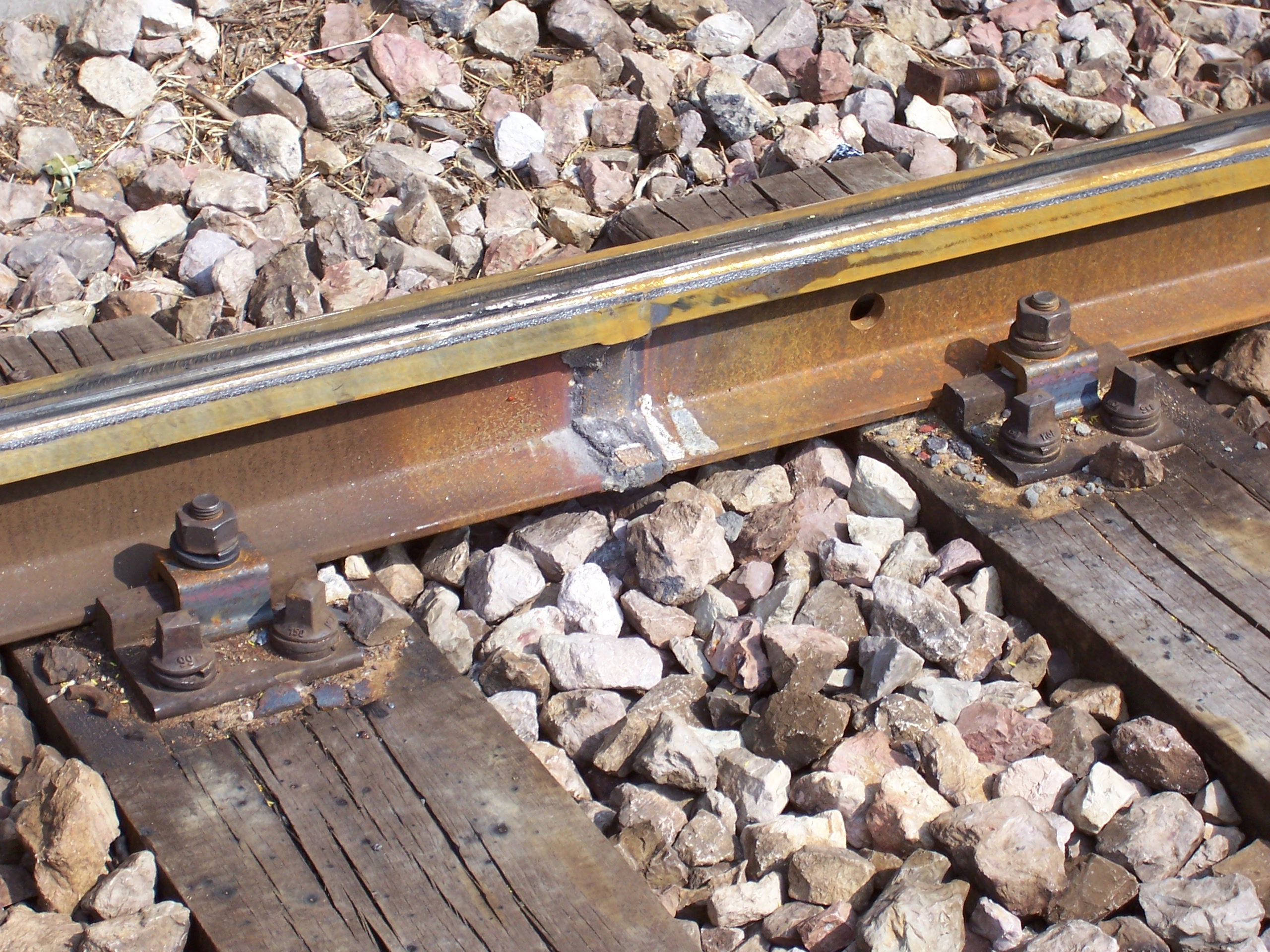
Geschweißter Schienenstoß